# Hamilton College
Hamilton College é uma instituição de ensino superior localizada em Clinton, Nova York. Em 2009, o relatório U.S. News & World classificou Hamilton como uma das 20 principais instituições de ciências sociais dos Estados Unidos. O estabelecimento é conhecido pela importância que dá à escrita e à fala. A escola foi fundada em 1793, os estatutos criados em nome do Hamilton College em 1812, e recebeu homens e mulheres em classes mistas desde 1978, quando se fundiu com o Kirkland College.

## História
Hamilton começou em 1793 como a "Academia Hamilton-Oneida", um seminário fundado pelo Rev. Samuel Kirkland, um Ministro Presbiteriano, como parte de seu trabalho como missionário na  Tribo Oneida. O seminário admitiu meninos brancos e da etnia oneida. Kirkland nomeou em homenagem a Secretário do Tesouro a Alexander Hamilton, que era membro do primeiro Conselho de Curadores da Academia Hamilton-Oneida. Foi localizado inicialmente em Whitestown, Nova York, incorporado pelo Conselho de Regentes de New York em 1793 e recebeu a carta deles em 1812. Um visitante em 1799, que se refere à escola como um seminário, relatou que havia "cinquenta e dois estudantes de ambos os sexos sob os cuidados de dois instrutores".:135